# Naivashaaftalen
Naivashaaftalen er en fredsaftale, der har til hensigt at afslutte den 2. sudanske borgerkrig. Aftalen blev indgået i januar 2005 i den kenyanske by Naivasha.